# 普光寺 (埼玉県小川町)
普光寺（ふこうじ）は、埼玉県比企郡小川町にある天台宗の寺院。

## 歴史
1645年（正保2年）、高木正則の開基である。正則は当地を所領とする旗本である。正則は祖父広正や父正綱の功もあり、江戸幕府第3代将軍徳川家光より神君家康公の肖像画を拝領することになった。正則は家康の肖像画を安置するため、八宮神社のそばに東照宮と当寺を創建することになった。肖像画拝領の際、寛永寺より公開禁止が命じられたため、長く秘蔵されることになった。現在は小川町の文化財に指定されている。
当寺の本尊は薬師如来である。これは「薬師如来は戦乱の世を救うために、人間に姿を変えて天下泰平の世を築いた。この人間こそが東照大権現・徳川家康である。」という山王一実神道の教義に基づくものである。
1758年（宝暦3年）に元三大師良源が勧請された。これにより当寺は「小川厄除大師」と呼ばれるようになった。

## 文化財
- 絹本着色徳川家康画像（小川町指定文化財 昭和53年3月17日指定）[4]

## 交通アクセス
- 路線バス六丁目停留所より徒歩12分。